# حسن علي
حسن علي (7 فبراير 1994 في باكستان - ) هو لاعب كريكت باكستاني. شارك مع منتخب باكستان للكريكت. أما مع النوادي، فقد لعب مع Comilla Victorians ‏.

## وصلات خارجية
- حسن علي على موقع أرشيف الشارخ.
- حسن علي على موقع إي آس بي آن كريك إنفو (الإنجليزية)